# Бланка Кумбарова
Бланка Кумбарова (чеськ. Blanka Kumbárová; нар. 22 червня 1976) — колишня чеська тенісистка.
Найвищу одиночну позицію світового рейтингу — 374 місце досягла 9 травня 1994, парну — 222 місце — 15 вересня 1997 року.
Здобула 1 одиночний та 13 парних титулів.

## Фінали ITF

### Одиночний розряд (1–2)
| Результат | Ранг | Дата           | Турнір                     | Покриття | Суперниця           | Рахунок  |
| --------- | ---- | -------------- | -------------------------- | -------- | ------------------- | -------- |
| Поразка   | 1.   | 14 червня 1993 | Марибор, Словенія          | Ґрунт    | Ленка Немечкова     | 0–6, 2–6 |
| Перемога  | 1.   | 2 серпня 1993  | Докси (Чеська Липа), Чехія | Ґрунт    | Моніка Кратохвілова | 6–0, 7–5 |
| Поразка   | 2.   | 18 квітня 1994 | Бол, Хорватія              | Ґрунт    | Івона Хорват        | 0–6, 2–6 |

### Парний розряд (13–9)
| Результат | Ранг | Дата            | Турнір                            | Покриття   | Партнерка          | Суперниці                                     | Рахунок             |
| --------- | ---- | --------------- | --------------------------------- | ---------- | ------------------ | --------------------------------------------- | ------------------- |
| Поразка   | 1.   | 16 травня 1994  | Бол, Хорватія                     | Ґрунт      | Мартіна Гаутова    | Антоанета Пандєрова Теодора Недева            | 3–6, 5–7            |
| Поразка   | 2.   | 26 вересня 1994 | Малий Лошинь, Хорватія            | Ґрунт      | Александра Ольша   | Ольга Іванова Наталія Немчинова               | 3–6, 7–6(5), 6–7(5) |
| Поразка   | 3.   | 15 вересня 1996 | Задар, Хорватія                   | Ґрунт      | Петра Плачкова     | Зузана Валекова Людмила Черванова             | 3–6, 4–6            |
| Перемога  | 1.   | 7 жовтня 1996   | Нікосія, Кіпр                     | Ґрунт      | Петра Рацлавська   | Нора Кевеш Андреа Носай                       | 7–5, 6–2            |
| Перемога  | 2.   | 21 жовтня 1996  | Юрмала, Латвія                    | Килим      | Гелена Фремутова   | Бондаренко Наталія Володимирівна Марина Стець | 0–6, 7–6(1), 6–3    |
| Поразка   | 4.   | 18 серпня 1997  | Валашке Мезиржичі, Чехія          | Ґрунт      | Петра Плачкова     | Катержина Крупова-Шишкова Яна Ондроухова      | 7–5, 6–7(6), 6–7(2) |
| Перемога  | 3.   | 1 вересня 1997  | Клуж-Напока, Румунія              | Ґрунт      | Ольга Виметалкова  | Магда Міхалаке Аліче Пірсу                    | 7–6(3), 4–6, 6–4    |
| Поразка   | 5.   | 12 квітня 1998  | Дубровник, Хорватія               | Ґрунт      | Міхаела Паштікова  | Гелена Вілдова Ева Меліхарова                 | 7–5, 4–6, 4–6       |
| Поразка   | 6.   | 6 вересня 1998  | Гехінген (Цоллернальб), Німеччина | Ґрунт      | Лінда Фалтинкова   | Ясмін Вер Зілке Маєр                          | 2–6, 2–6            |
| Поразка   | 7.   | 27 вересня 1998 | Шибеник (місто), Хорватія         | Тверде     | Ольга Виметалкова  | Катарина Среботнік Маріяна Ковачевич          | 3–6, 1–6            |
| Поразка   | 8.   | 4 жовтня 1998   | Супетар, Хорватія                 | Ґрунт      | Рената Кучерова    | Ольга Виметалкова Петра Рацлавська            | 1–6, 2–6            |
| Перемога  | 4.   | 18 січня 1999   | Бостад, Швеція                    | Тверде (i) | Рената Кучерова    | Ганна-Катрі Аалто Кірсі Лампінен              | 6–4, 6–3            |
| Перемога  | 5.   | 14 лютого 2000  | Печ (Угорщина), Угорщина          | Ґрунт      | Петра Рацлавська   | Кінга Берец Зузана Ондрашкова                 | 7–5, 6–2            |
| Перемога  | 6.   | 28 січня 2001   | Бостад, Швеція                    | Тверде (i) | Гелена Вілдова     | Ленка Ценкова Адріана Єрабек                  | 6–1, 6–3            |
| Перемога  | 7.   | 10 липня 2001   | Torun, Польща                     | Ґрунт      | Петра Рацлавська   | Габріела Хмелінова Ленка Новотна              | 7–6(5), 6–3         |
| Перемога  | 8.   | 6 серпня 2001   | Кендзежин-Козьле, Польща          | Ґрунт      | Петра Рацлавська   | Альона Бондаренко Валерія Бондаренко          | 6–1, 6–2            |
| Перемога  | 9.   | 19 серпня 2001  | Валашке Мезиржичі, Чехія          | Ґрунт      | Петра Рацлавська   | Ізабель Коллішонн Ленка Тварошкова            | 3–6, 7–5, 6–2       |
| Перемога  | 10.  | 15 жовтня 2001  | Макарська, Хорватія               | Ґрунт      | Петра Рацлавська   | Івана Абрамович Раффаелла Бінді               | 6–4, 7–5            |
| Перемога  | 11.  | 29 квітня 2002  | Дубровник, Хорватія               | Ґрунт      | Яна Мацурова       | Мелісса Дауз Лінда Смоленакова                | 1–6, 6–4, 6–4       |
| Перемога  | 12.  | 30 липня 2002   | Бад-Заульгау, Німеччина           | Ґрунт      | Габріела Хмелінова | Яна Мацурова Ленка Новотна                    | 6–2, 6–0            |
| Поразка   | 9.   | 4 жовтня 2003   | Тренчанське Тепліце, Словаччина   | Ґрунт      | Тереза Шафнерова   | Мілена Неквапілова Зузана Земенова            | 6–1, 1–6, 5–7       |
| Перемога  | 13.  | 7 червня 2004   | Старі Сплави, Чехія               | Ґрунт      | Тереза Шафнерова   | Яна Деркасова Тереза Гладікова                | 6–4, 6–4            |